# Torekovs GK
Torekovs GK, opgericht in 1924, is een van de oudste golfclubs in Zweden.
De oorspronkelijke golfbaan was gelegen iets ten zuiden van de plaats Torekov. In 1938 werd de golfbaan verplaatst naar zijn huidige plaats een aantal kilometer ten noorden van Torekov. De golfbaan ligt vlak bij zee en men kan de zee dan ook zien liggen. De golfbaan heeft 18 holes en men speelt par als men deze holes in totaal 71 slagen speelt. De architect van de golfbaan is Nils Sköld. Tot 1974 had de golfbaan 9 holes sinds 1974 heeft de baan 18 holes.